# مطار فونيسي
مطار فونيسي (بالانجليزية : Vunisea Airport ) (إياتا: KDV، إيكاو: NFKD) هو مطار يقع بالقرب من نامالاتا (بالانجليزية : Namalata ) في جزيرة كادافو (بالانجليزية : Kadavu ) في فيجي. يُعرف أيضًا باسم مطار نامالاتا أو مطار كادافو، وهو مطار يخدم العديد من السياح ركوب الأمواج والتجديف بالكاياك في فيجي. يتم تشغيل المطار من قبل شركة مطارات فيجي المحدودة.

## مرافق
يقع المطار على ارتفاع 6 قدم (2 م) فوق مستوى سطح البحر. له مدرج واحد طولة يبلغ 916 متر (3,005 قدم).

## شركات الطيران والوجهات
| شركـات طيـران | الوجهات    |
| ------------- | ---------- |
| فيجي لينك     | نادي، سوفا |

## روابط خارجية
- مطار كادافو صور
- تاريخ الحوادث لـ (KDV / NFKD) على شبكة سلامة الطيران.